# Термінал ЗПГ Адріатік
Термінал ЗПГ Адріатік – інфраструктурний об`єкт для прийому та регазифікації зрідженого природного газу, споруджений на півночі східного узбережжя Італії (провінція Ровіго). Знаходиться за 17 км від берега між Венецією та Пунта-делла-Маестра.
Особливістю терміналу, введеного в експлуатацію у 2009 році, стало його розташування на штучному острові із бетонних конструкцій розмірами 188х88х48 метрів, встановленому в районі з глибиною моря 30 метрів. Основним виконавцем робіт з його спорудження виступила відома норвезька суднобудівна компанія Aker Kvaerner, що має великий досвід в офшорних нафтогазових проєктах. Такий острів-платформа на момент його створення був доволі незвичним рішенням – другий подібний встановили у 2013 році для швартування плавучої регазифікаційної установки на італійському ж терміналі в Ліворно. Кесонну основу острова спорудили в іспанському Алхесірасі в сухому доці-котловані, після чого фрезерний земснаряд "D'Artagnan" зруйнував перемичку та проклав прохід глибиною 21 метр, який дозволив вивести поставлений на плав кесон з місця спорудження.
Термінал може приймати газові танкери вантажомісткістю до 152000 м3. Його річна потужність становить 6 млн тонн (8,4 млрд.м3), а зберігання ЗПГ забезпечують два резервуари об`ємом по 125000 м3.
Газопровід від терміналу виходить на берег у районі Scanno Cavallari біля гирла річки По та у підземному виконанні прямує до вимірювальної станції, через яку під`єднаний до газотранспортної системи Італії.
Проєкт реалізували компанії ExxonMobil та Qatar Petroleum, при цьому основним постачальником зрідженого газу повинен бути саме Катар.